# Indira Goswami
Indira Goswami (Guwahati, 14 november 1942 – 29 november 2011), ook bekend als Mamoni Raisom Goswami en Mamoni Baideo, was een Indiase redactrice, schrijfster, dichteres en hoogleraar, afkomstig uit de noordoostelijke deelstaat Assam

## Leven
Indira Goswami kwam voort uit een Brahmaans geslacht van relgieuse leiders en landeigenaren uit zuidelijk Kamrup ten zuiden van de rivier Brahmaputra. Kamrup is een arm gebied met veel misstanden; Er is veel verslaving aan opium.
Toen ze twaalf à dertien jaar oud was werd haar eerste verhaal gepubliceerd in een regionale krant. Ze schreef het over haar lievelingsolifant Rajendra met wie het, net als veel andere personages in haar werk, niet goed afliep: nadat hij wild werd, werd hij afgemaakt door een dorpeling. Als tiener deed ze een zelfmoordpoging die bijna was geslaagd.
Ze studeerde af in Assamese literatuur aan het Cotton College in Guwahati. Enkele van haar belangrijkste werken zijn The Moth Eaten Howdah of a Tusker, Pages Stained With Blood en The Man from Chinnamasta. Haar werk werd vertolkt in zowel het theater als in film en is voor een deel vertaald in het Engels.
Ze was gespecialiseerd in het klassieke epos Ramayana door studies in Vrindavan (Uttar Pradesh). Begin jaren zeventig vertrok ze naar New Delhi waar ze werk vond aan het letterkundig instituut van de universiteit.
Goswami schreef haar werk in het Assamees en nog steeds zonder computer. Elke dag stond ze 's ochtends vroeg om half vijf op. Schrijven was voor Goswami de enige vertroosting in haar bestaan. Volgens haar had ze zonder haar schrijverschap niet kunnen overleven. De gelukkigste achttien maanden van haar leven beleefde ze met haar echtgenoot die, toen ze 24 jaar oud was, tijdens zijn werk verongelukte.
Ze stond bekend om haar pogingen om sociale verandering te bewerkstelligen door haar geschriften, en om haar rol als bemiddelaar tussen de afscheidingsbeweging Verenigd Bevrijdingsfront van Assam en de centrale regering van India. Haar betrokkenheid leidde tot de vorming van het vredescomité Volksraadgevende Groep. Zelf verwees ze niet zozeer naar zichzelf als een bemiddelaar of initiator, maar als een waarnemer van het voortgaande vredesproces.
Toen ze in 2008 de Grote Prins Claus Prijs won ter waarde van 100.000 euro, had ze op dat moment met pensioen kunnen gaan. Ze had een jaar ervoor een beroerte gehad, maar gaf desondanks aan door te willen gaan met schrijven. Het prijzengeld wilde ze besteden aan de bouw van een ziekenhuis in haar geboortedorp.

## Onderscheidingen
In 2000 won ze de Jnanpith Award, de hoogste literaire prijs van India. Daarnaast won ze nog een groot aantal andere Indiase en ook internationale onderscheidingen.
Zo ontving ze in 2008 uit handen van prins Friso de Prins Claus Prijs, die dit jaar in het teken stond van Cultuur en het menselijk lichaam. Er werd aandacht gevestigd op mensen en organisaties die het menselijk lichaam gebruiken als expressiemiddel. Het Prins Claus Fonds eerde haar vanwege de
unieke kwaliteiten van haar werk, omdat ze onderkent en beschrijft hoe culturele waarden worden opgelegd en toegeschreven aan het lichaam. Bovendien zet ze haar literatuur in als middel om sociale en culturele verandering te bewerkstelligen.
Door de Nationale Open Universiteit Indira Gandhi werd ze onderscheiden met een eredoctoraat in de literatuur.
- Bibsys: 14013952
- Bibliothèque nationale de France: cb12534971w (data)
- CiNii: DA10849953
- Gemeinsame Normdatei: 119283034
- International Standard Name Identifier: 0000 0000 8350 6357
- Library of Congress Control Number: n89105391
- Nationale bibliotheek van Australië: 41316991
- Nationale en Universitaire bibliotheek Zagreb: 000592164
- Système universitaire de documentation: 074301853
- Trove: 1454108
- Virtual International Authority File: 2583531
- WorldCat: E39PBJv8HvDtG9r8KmY4vYHt8C